# Lewindromia
Lewindromia is een geslacht van kreeftachtigen uit de klasse van de Malacostraca (hogere kreeftachtigen).

## Soort
- Lewindromia unidentata (Rüppell, 1830)